# Nulla accade
Nulla accade è un singolo dei rapper italiani Marracash e Guè, pubblicato il 7 giugno 2016 come primo estratto dall'album in studio Santeria.

## Descrizione
Interamente prodotto da Marz, già collaboratore di Marracash per l'album Status, Nulla accade è un brano caratterizzato da un ritornello melodico cantato da Marracash mediante l'Auto-Tune. Il singolo è stato presentato per la prima volta dal vivo durante la loro apparizione ai Wind Music Awards 2016.
La copertina del singolo, così come quella dell'album, è stata curata dal visual artist colombiano Armando Mesìas.

## Video musicale
Il video, diretto da Fabio Jansen, è stato reso disponibile il 9 giugno 2016 attraverso il canale YouTube dei due rapper.

## Tracce
1. Nulla accade – 3:52

## Classifiche
| Classifica (2016) | Posizione massima |
| ----------------- | ----------------- |
| Italia            | 16                |